# Transport de Fermi-Walker
El  transport de Fermi–Walker és un procés en la relativitat general usat per definir un sistema de coordenades o un sistema de referència tal que tota la curvatura del sistema és deguda a la presència de massa o densitat d'energia i no deguda a una rotació arbitrària del sistema de referència.

## Derivada de Fermi–Walker
En la teoria de varietats Lorentzianes, la derivada de Fermi-Walker és una generalització de la derivada covariant. En la relativitat general, les derivades de Fermi-Walker dels camps vectorials unitaris espai en un marc camp, calculades respecte als camps vectorials unitaris temps en un marc camp, s'usen per definir marcs no inercials però també no giratoris. Això s'aconsegueix estipulant que les derivades de Fermi-Walker haurien de ser zero. En el cas especial dels marc inercials, les derivades de Fermi-Walker es converteixen en derivades covariants.
Es defineix per a un camp vectorial X al llarg d'una corba {\displaystyle \gamma (s)}:
{\displaystyle {\frac {D_{F}X}{ds}}={\frac {DX}{ds}}-(X,{\frac {DV}{ds}})V+(X,V){\frac {DV}{ds}},}
on V és el quadrivector velocitat, D és la derivada covariant en l'espai de Riemman, i (,) és el producte escalar. Si
{\displaystyle {\frac {D_{F}X}{ds}}=0,}
el camp vectorial X és transportat de forma Fermi-Walker al llarg de la corba (vegeu Hawking i Ellis, p. 80). Vectors tangents a l'espai de quadrivelocitats en l'espaitemps de Minkowski (com per example els vectors polarització) experimenten precessió de Thomas quan són subjectes al transport de Thomas-Fermi.
Usant la derivada de Fermi, l'equació de Bargmann–Michel–Telegdi per la precessió de l'espín de l'electró en un camp electromagnètic extern es pot escriure com a:
{\displaystyle {\frac {D_{F}a^{\tau }}{ds}}=2\mu (F^{\tau \lambda }-u^{\tau }u_{\sigma }F^{\sigma \lambda })a_{\lambda },}
on {\displaystyle a^{\tau }} i {\displaystyle \mu } són el quadrivector de polarització i el moment magnètic, {\displaystyle u^{\tau }} és la quadrivelocitat de l'electró, {\displaystyle a^{\tau }a_{\tau }=-u^{\tau }u_{\tau }=-1}, {\displaystyle u^{\tau }a_{\tau }=0}, i {\displaystyle F^{\tau \sigma }} és el tensor de la força del camp electromagnètic. La part de la dreta descriu la precessió de Larmor.

## Sistemes de coordenades amb co-moviment
Es pot definir un sistema de coordenades co-movent-se amb la partícula. Si consideram el vector unitat {\displaystyle v^{\mu }} com a definint un eix en el sistema de coordenades amb co-moviment, aleshores qualsevol sistema que es transformi amb temps propi és subjecte a transport de Fermi-Walker.